# Oscar Mediavilla
Oscar Mediavilla (Valentín Alsina, Lanús, Buenos Aires, 15 de noviembre de 1954) es un productor discográfico, empresario, músico y compositor argentino.
Es exguitarrista y exintegrante de la banda de rock La Torre, surgida en los años 1980, e integrada —entre otros— por Patricia Sosa (quien es su pareja desde 1974). En la banda también componía.

## Biografía
En 1974 formó una banda de covers llamada "Nomady Soul", que luego se disolvería con la formación de La Torre. Con esta banda alcanzaría notoriedad, siendo elegidos grupo revelación en el festival "BA Rock" de 1982, y realizando giras internacionales (URSS y España).
Fue jurado de "Operación Triunfo" (versión 2003, 2004 y 2005), de Latin American Idol en 2009 y de Cantando por un sueño 2007, 2008 y 2011. En 2012, fue jurado de la versión chilena de Tu cara me suena, de Cantando por un sueño 2012 (programa conducido por José María Listorti) y también formó parte del jurado de Soñando por Cantar de Canal 13 (conducido por Mariano Iudica) junto a su mujer Patricia Sosa, Alejandro Lerner y Valeria Lynch. Ese mismo año, formó parte del homenaje a su exbanda de rock "Desde La Torre".
Como productor se desempeñó con los artistas Patricia Sosa, Juan Carlos Baglietto, Pimpinela, Adrián Otero y Fabiana Cantilo. En el año 2010 fundó su compañía dedicada a la industria del entretenimiento, llamada Mediamusic. 
Fue jurado de canto en la segunda temporada de The Switch: Drag Race.
En 2020 fue jurado de Cantando por un sueño.
| Año         | Título                                | Rol    | Notas         |
| ----------- | ------------------------------------- | ------ | ------------- |
| 2003 - 2005 | Operación Triunfo                     | Jurado | Temporada 1-2 |
| 2006 - 2007 | Cantando por un sueño                 | Jurado |               |
| 2009        | Latin American Idol                   | Jurado | Temporada 4   |
| 2011 - 2012 | Cantando por un sueño                 | Jurado |               |
| 2012        | Tu cara me suena                      | Jurado |               |
| 2012 - 2013 | Soñando por cantar                    | Jurado |               |
| 2016        | Canta si puedes                       | Jurado |               |
| 2018        | The Switch Drag Race: Desafío Mundial | Jurado | Temporada 2   |
| 2020 - 2021 | Cantando 2020                         | Jurado |               |
| 2021        | The covers                            | Jurado | Temporada 1   |